# Punitaqui
Punitaqui é uma comuna da província de Limarí, localizada na Região de Coquimbo, Chile. Possui uma área de 1.339,3 km² e uma população de 9.539 habitantes (2002).